# 赫諾韋薩島

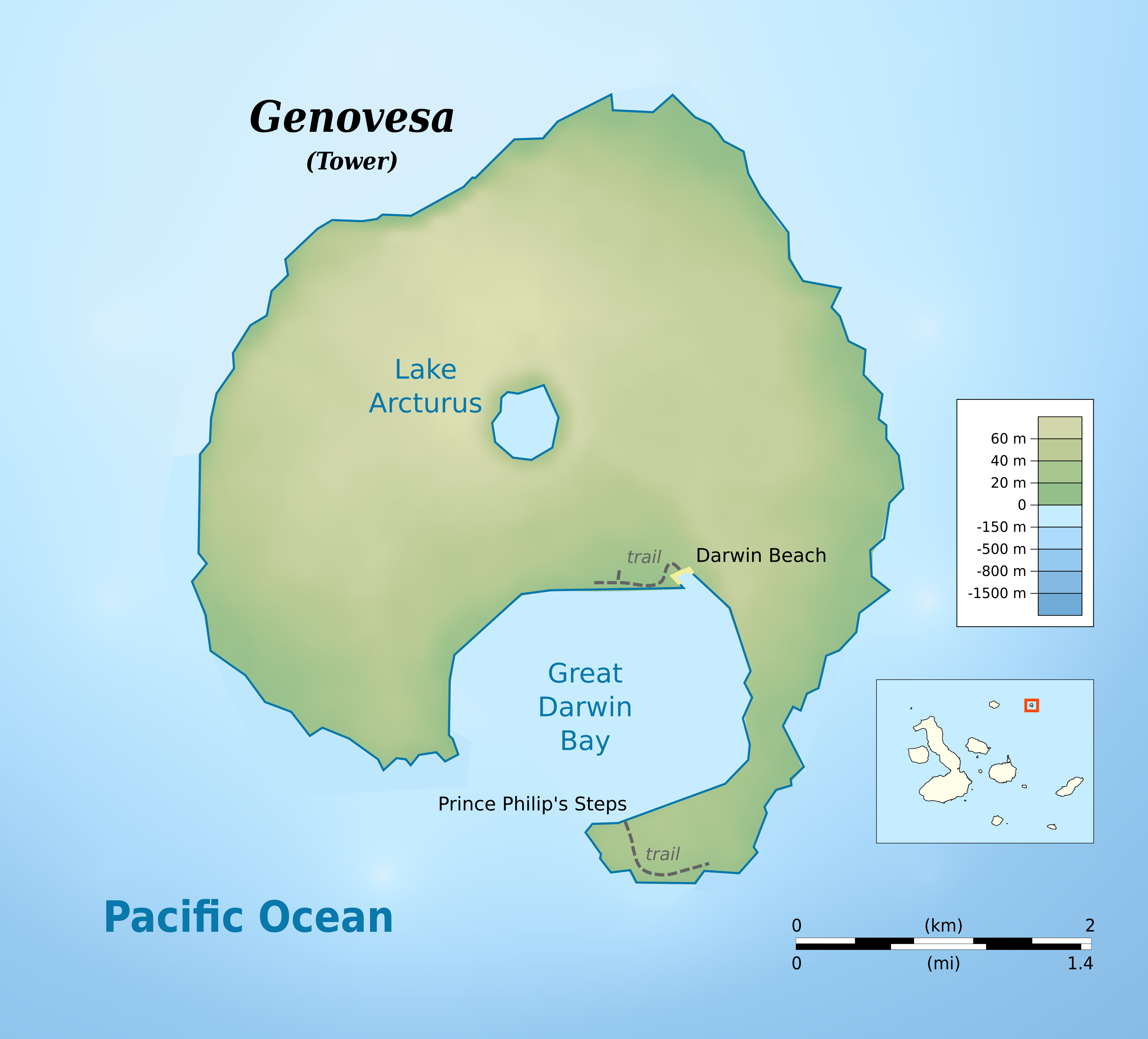

赫諾韋薩島是厄瓜多爾的島嶼，位於太平洋海域，屬於加拉帕戈斯群島的一部分，面積14平方公里，最高點海拔高度64米，島上無人居住。

## 外部連結
- Images from Genovesa （页面存档备份，存于）

0°19′N 89°57′W / 0.317°N 89.950°W